# شهرداری کارساوا
شهرداری کارساوا (به لاتین: Kārsava Municipality) یک شهرداری در لتونی است. شهرداری کارساوا ۷٬۱۲۸ نفر جمعیت دارد.